# Mezzocorona
Mezzocorona és un municipi italià, dins de la província de Trento. L'any 2007 tenia 4.936 habitants. Limita amb els municipis de Faedo, Giovo, Mezzolombardo, Roverè della Luna, Salurn (BZ), San Michele all'Adige i Ton.

## Administració
| Període | Identitat      | Partit        |
| ------- | -------------- | ------------- |
| 2008-   | Mauro Fiamozzi | Llista cívica |